# Adobe PageMaker
PageMaker és una aplicació de maquetació creada en 1985 per la companyia Aldus Corporation.
La primera versió de PM, en combinació amb la impressora LaserWriter, el llenguatge de descripció de pàgina PostScript i l'ordinador personal Apple Macintosh, va inaugurar l'era de l'autoedició, que revolucionaria els processos de preimpressió en les arts gràfiques.
Entre els motius de la seua excel·lent acollida es trobaven, per als tallers d'impressió, la seua capacitat per a reproduir documents en impressores i filmadores PostScript d'alta resolució; i, per als creadors dels continguts, el seu innovadora interfície gràfica. Disposava a més d'un conjunt de funcions impensables fins llavors per a un usuari domèstic o un menut taller de maquetació:
- eines de dibuix
- importació de text i de gràfics
- sofisticat control tipogràfic
- possibilitat d'arrossegar i soltar en qualsevol lloc de la pàgina

El nou paradigma va propiciar, així mateix, la florida de sectors d'activitat nous en el ram, com els relacionats amb els serveis editorials o les agències de disseny, i va reactivar altres, com el de la tipografia digital.
Aldus va ser també pionera (1986) a adaptar aquest mateix concepte d'edició d'escriptori a l'entorn IBM-PC/MS-DOS, juntament amb Ventura Publisher. Aqueix mateix any va guanyar el SPA Excellence in Software Award al Millor Ús de l'Ordinador.